# Daniele nella fossa dei leoni (Cima da Conegliano)
Daniele nella fossa dei leoni è un dipinto a tempera e olio su tavola (47x33 cm) di Cima da Conegliano, conservato nella Pinacoteca Ambrosiana di Milano.